# البخاتي الجنوبية (لبخاتي)
البخاتي الجنوبية هي إحدى مشيخات المملكة المغربية، تتبع جغرافيا لإقليم آسفي وإداريًا للبخاتي. يقدر عدد سكانها بـ 5478 نسمة حسب الإحصاء الرسمي للسكان والسكنى لسنة 2004.